# Alessio Taliani
Alessio Taliani (Liorna, 11 d'octubre de 1990) és un ciclista italià, professional des del 2014 i actualment membre de l'equip Androni Giocattoli-Sidermec.

## Palmarès
- 2012
  - 1r a la Coppa Bologna
- 2013
  - 1r a la Copa de la Pau
  - 1r al Giro del Valdarno
  - 1r al Trofeu Città di Malmantile
  - 1r a la Coppa 29 Martiri di Figline di Prato
  - Vencedor d'una etapa al Giro delle Valli Cuneesi
- 2015
  - Vencedor d'una etapa al Sibiu Cycling Tour